# 가족회의
"가족회의"는 한국에서 제작된 박상호 감독의 1962년 가족, 드라마 영화이다. 도금봉 등이 주연으로 출연하였고 신상옥 등이 제작에 참여하였다.

## 출연

### 주연
- 도금봉
- 김승호
- 남궁원
- 이대엽

## 기타
- 조명: 김대진
- 미술: 정우택